# Campionati europei di tuffi 2011 - Trampolino 3 metri maschile
La gara si è disputata il 10 marzo 2011 e vi hanno partecipato 30 atleti. I primi 12 dopo il primo turno sono stati ammessi alla finale.

## Medaglie
| Posizione | Atleta           | Paese    |
| --------- | ---------------- | -------- |
| Oro       | Patrick Hausding | Germania |
| Argento   | Il'ja Zacharov   | Russia   |
| Bronzo    | Evgenij Kuznecov | Russia   |

## Qualifiche
| Pos. | Atleta              | Nazione     | Punti  |
| ---- | ------------------- | ----------- | ------ |
| 1    | Javier Illana       | Spagna      | 439.05 |
| 2    | Matthieu Rosset     | Francia     | 436.35 |
| 3    | Evgenij Kuznecov    | Russia      | 431.60 |
| 4    | Patrick Hausding    | Germania    | 430.55 |
| 5    | Stephan Feck        | Germania    | 415.65 |
| 6    | Oleksij Pryhorov    | Ucraina     | 411.15 |
| 7    | Illja Kvaša         | Ucraina     | 409.10 |
| 8    | Michele Benedetti   | Italia      | 405.25 |
| 9    | Eirik Valheim       | Norvegia    | 395.05 |
| 10   | Il'ja Zacharov      | Russia      | 379.75 |
| 11   | Ville Vahtola       | Finlandia   | 374.95 |
| 12   | Stefanos Paparounas | Grecia      | 372.70 |
| 13   | Jonathan Jörnfalk   | Svezia      | 365.15 |
| 14   | Espen Valheim       | Norvegia    | 367.50 |
| 15   | Chola Chanturia     | Georgia     | 363.00 |
| 16   | Oliver Dingley      | Regno Unito | 362.90 |
| 17   | Yorick de Bruijn    | Paesi Bassi | 354.90 |
| 18   | Alexander Andresen  | Svezia      | 349.60 |
| 19   | Damien Cély         | Francia     | 347.40 |
| 20   | Andrea Aloisio      | Svizzera    | 340.60 |
| 21   | Andrzej Rzeszutek   | Polonia     | 336.30 |
| 22   | Callum Johnston     | Regno Unito | 317.40 |
| 23   | Shota Korakhashvili | Georgia     | 311.05 |
| 24   | Quentin Stoudmann   | Svizzera    | 301.75 |
| 25   | Tamás Kelemen       | Ungheria    | 298.75 |
| 26   | Marcell Turi        | Ungheria    | 298.35 |
| 27   | Ignas Barkauskas    | Lituania    | 270.95 |
| 28   | Sergej Baziuk       | Lituania    | 246.60 |
| 29   | Jaŭhen Karalëŭ      | Bielorussia | 95.00  |
| -    | Tommaso Marconi     | Italia      | n.p.   |

1. ↑  Ritirato dopo tre tuffi.
2. ↑  Non partecipa alla gara per un infortunio durante il riscaldamento ( Repubblica.it, su sport.repubblica.it. URL consultato il 10 marzo 2011.).

## Finale
| Pos. | Atleta              | Nazione   | Punti  |
| ---- | ------------------- | --------- | ------ |
|      | Patrick Hausding    | Germania  | 499.40 |
|      | Il'ja Zacharov      | Russia    | 493.85 |
|      | Evgenij Kuznecov    | Russia    | 482.35 |
| 4    | Matthieu Rosset     | Francia   | 468.30 |
| 5    | Illja Kvaša         | Ucraina   | 464.70 |
| 6    | Javier Illana       | Spagna    | 445.15 |
| 7    | Stephan Feck        | Germania  | 441.60 |
| 8    | Michele Benedetti   | Italia    | 435.10 |
| 9    | Stefanos Paparounas | Grecia    | 421.55 |
| 10   | Eirik Valheim       | Norvegia  | 418.05 |
| 11   | Oleksij Pryhorov    | Ucraina   | 398.85 |
| 12   | Ville Vahtola       | Finlandia | 382.70 |

## Fonti
- (EN) Omegatiming.com - Qualifiche (PDF), su omegatiming.com. URL consultato l'11 marzo 2011 (archiviato dall'url originale il 9 maggio 2012).
- (EN) Omegatiming.com - Finale (PDF), su omegatiming.com. URL consultato l'11 marzo 2011 (archiviato dall'url originale il 15 luglio 2011).